# Wilhelm von Scholten
Friedrich Wilhelm Georg Leopold von Scholten (* 27. November 1797 in Berlin; † 4. Februar 1868 ebenda) war ein preußischer Generalleutnant und Kommandant der Festung Koblenz und Ehrenbreitstein.

## Leben

### Herkunft
Wilhelm war der Sohn des preußischen Oberst Friedrich Wilhelm von Scholten (1755–1819) und dessen Ehefrau Marie Philippine Amalie, geborene Sieburg (1770–1840).

### Militärkarriere
Scholten trat während der Befreiungskriege als Kanonier in die Garde-Artilleriebrigade der Preußischen Armee ein und avancierte bis Mitte April 1816 zum Sekondeleutnant. Von 1818 bis 1821 war er zur weiteren Ausbildung an die Allgemeine Kriegsschule kommandiert. Bis Mitte Februar 1833 stieg er zum Kapitän und Kompaniechef auf. Anlässlich der Revue von Kalisch erhielt er 1835 den Orden des Heiligen Wladimir IV. Klasse. Am 16. Juni 1842 kam er als Artillerieoffizier vom Platz nach Torgau. Von dort wurde er am 27. Februar 1844 in die Adjutantur versetzt und als Adjutant der 1. Artillerie-Inspektion kommandiert. Ende März 1844 avancierte Scholten zum Major und kam Mitte März 1846 als Abteilungskommandeur in die 8. Feldartillerie-Brigad. Anlässlich der Niederschlagung der Badischen Revolution wurde er am 15. Juli 1849 als Kommandeur der Artillerie beim Armeekorps in Baden kommandiert. Für das Gefecht bei Ubstadt erhielt Scholten den Roten Adlerorden III. Klasse mit Schleife und Schwertern sowie das Ritterkreuz des Militär-Karl-Friedrich-Verdienstordens.
Nach Beendigung der Mobilmachung kehrte Scholten Mitte Dezember 1850 zur 8. Artilleriebrigade zurück, wurde Ende März 1852 Oberstleutnant und rückte am 27. Mai 1852 Regimentskommandeur auf. In dieser Eigenschaft wurde er am 22. März 1853 zum Oberst befördert. Mit Patent vom 9. April 1857 erfolgte am 30. Mai 1857 seine Beförderung zum Generalmajor und die Ernennung zum Kommandanten von Breslau. Am 18. März 1858 erhielt Scholten das Kommando über die 5. Kavallerie-Brigade in Frankfurt (Oder). Für die Dauer des mobilen Verhältnisses anlässlich des Sardinischen Krieges war er Kommandeur der 3. Kavallerie-Division und erhielt den Roten Adlerorden II. Klasse mit Schwertern am Ring sowie den Sankt-Stanislaus-Orden I. Klasse. Am 1. Juli 1860 wurde Scholten zum Inspekteur der 1. Artillerie-Inspektion ernannt und im Oktober mit dem Ehrenkomtur des Oldenburgischen Haus- und Verdienstordens des Herzogs Peter Friedrich Ludwig ausgezeichnet. Nachdem er anlässlich der Krönungsfeierlichkeiten von König Wilhelm I. im Oktober 1861 zum Generalleutnant befördert worden war, wurde Scholten am 3. April 1862 zum Kommandant der Festung Koblenz und Ehrenbreitstein ernannt. Zu seinem 50-jährigen Dienstjubiläum würdigte ihn der König durch die Verleihung des Roten Adlerordens I. Klasse mit Eichenlaub und Schwertern am Ringe. Am 8. November 1864 wurde Scholten schließlich mit Pension zur Disposition gestellt.
Er starb am 4. Februar 1868 in Berlin und wurde am 7. Februar 1868 auf dem Jerusalemer Friedhof beigesetzt.

### Familie
Scholten heiratete am 6. August 1825 in Berlin Auguste Karoline Marie Beyrich (1806–1880). Aus der Ehe gingen folgende Kinder hervor:
- Klara (* 1826) ⚭ 6. August 1857 Wilhelm von Loebbecke (1826–1883), Herr auf Rückers (Kreis Glatz)[3]
- Malwine Marie (1830–1853)
- Alfred (1832–1911), preußischer Generalleutnant
- Richard (1833–1895), preußischer Generalmajor ⚭ Anna von Schwerin (* 7. August 1839)[4]
- Rosalie (* 1838) ⚭ Karl von Rosenberg (1828–1891), preußischer Generalleutnant
- Elisabeth Karoline Hedwig (* 1840) ⚭ Karl Ludwig von Winterfeld (1839–1916), Herr auf Demrow, Rittmeister, Ritter des Johanniterordens[5][6]
- Ernst (1843–1894), Oberst und Kommandeur des Großherzoglich Mecklenburgischen Grenadier-Regiments Nr. 89
- Marie Luise Agnes Wilhelmine (1851–1924) ⚭ 1879 Karl von Küchler (1831–1922), hessischer Hofmarschall, Eltern von Georg von Küchler[7]